# Marcelo Queiroz
Marcelo André Cid Heráclito do Porto Queiroz, conhecido como Marcelo Queiroz (Rio de Janeiro, 3 de novembro de 1984) é um advogado e político brasileiro, filiado ao PSDB, eleito para o cargo de deputado federal pelo Rio de Janeiro.

## Biografia
Marcelo começou sua carreira política em 2008, quando se candidatou ao cargo de vereador no Rio de Janeiro, aonde não conseguiu se eleger, adquirindo 4.617 votos.
Se candidatou novamente em 2010, desta vez para deputado estadual, amargurando outra derrota, desta vez atingindo 8.289 votos e permanecendo na suplência.
Em 2012, se filiou ao Partido Progressista e se candidatou ao cargo de vereador novamente, desta vez sendo eleito o vereador mais jovem daquela legislatura com 8.428 votos.
Em 2014, tentou novamente a eleição para deputado estadual e novamente não obtêm exito, atingindo 17.147 votos e permanecendo na primeira suplência do Partido Progressista. Queiroz exerceu o cargo de Secretário de Administração da Prefeitura do Rio de Janeiro entre janeiro de 2015 até o fim de 2016 na gestão de Eduardo Paes. Com o falecimento de José Luiz Anchite em julho de 2018, acabou herdando a cadeira de deputado estadual na Assembleia Legislativa do Rio de Janeiro, até janeiro de 2019.
Não se candidatou à reeleição em 2016, só voltando a disputar eleições em 2018. Queiroz se candidatou novamente ao cargo de deputado estadual. Obteve 27.842 votos, o que não foi suficiente para a sua eleição e o que acabou mantendo na suplência do partido mais uma vez.
Em abril de 2019 foi nomeado pelo então prefeito do Rio de Janeiro, Marcelo Crivella, como Secretário Municipal de Meio Ambiente. Queiroz permaneceu no comando da pasta até outubro deste mesmo ano. Em seguida, foi nomeado pelo então Governador do Rio de Janeiro, Wilson Witzel, como Secretário Estadual de Agricultura, e permaneceu no comando da secretaria até março de 2022. Queiroz foi responsável pela criação do RJPET, primeira política pública do Estado para pets, que realizou o maior programa de castração do Brasil, com mais de 100.000 castrações de cães e gatos.
Se candidatou novamente em 2022 para o cargo de deputado federal pelo estado do Rio de Janeiro, sendo eleito com 73.728 votos.
Em 2024, anuncia sua intenção de concorrer à prefeitura da cidade Rio de Janeiro, compondo chapa com a vereadora Teresa Bergher.  Ao fim do pleito, ficou em quarto lugar, recebendo seu maior quantitativo de votos em comparação com todas as outras eleições em que participou.

## Desempenho eleitoral
| Ano  | Eleição                     | Partido | Candidato a       | Votos          | Resultado             |
| ---- | --------------------------- | ------- | ----------------- | -------------- | --------------------- |
| 2008 | Municipal do Rio de Janeiro | DEM     | Vereador          | 4.617 (0,17%)  | Não eleito (suplente) |
| 2010 | Estadual no Rio de Janeiro  | DEM     | Deputado estadual | 8.289 (0,11%)  | Não eleito (suplente) |
| 2012 | Municipal do Rio de Janeiro | PP      | Vereador          | 8.428 (0,31%)  | Eleito                |
| 2014 | Estadual no Rio de Janeiro  | PP      | Deputado estadual | 17.147 (0,24%) | Não eleito (suplente) |
| 2018 | Estadual no Rio de Janeiro  | PP      | Deputado estadual | 27.842 (0,40%) | Não eleito (suplente) |
| 2022 | Estadual no Rio de Janeiro  | PP      | Deputado federal  | 73.728 (0,88%) | Eleito                |
| 2024 | Municipal no Rio de Janeiro | PP      | Prefeito          | 74.966 (2,44%) | Não eleito            |